# Åkeshov (tunnelbanestation)
Åkeshov är en station på Stockholms tunnelbanas gröna linje, belägen i stadsdelen Norra Ängby i Västerort i Stockholms kommun. Stationen ligger mellan stationerna Brommaplan och Ängbyplan och 11,5 km från station Slussen (som används som utgångspunkt i SL:s interna avståndsangivelser). Avståndet till T-Centralen är cirka 10 km och restiden dit 20 minuter. Stationen togs i bruk den 26 oktober 1952 när sträckan Hötorget–Vällingby invigdes. Innan tunnelbanan öppnade gick spårvagnslinjen Ängbybanan förbi här från år 1944.
Stationen ligger mellan Åkeshovs slott och Bergslagsvägen vid grundskolan Nya Elementar, och består av två utomhusplattformar med vändspår emellan. Linje 17 har sin västliga ändstation här på vardagar. På lördagar och kvällar går linje 17 dock endast mellan Odenplan och Skarpnäck och omvänt.[källa behövs] Stationen trafikeras också av linje 19 till Hagsätra från Hässelby strand och omvänt och linje 18 som ibland på vardagar går mellan Farsta strand och Vällingby/Hässelby strand och omvänt. Cirka 2 400 personer reser från stationen en genomsnittlig vardag (2015).
På stationen finns ett exemplar av Carl Fredrik Reuterswärds skulptur ”Den knutna revolvern”, invigd 1998. Exemplar av skulpturen finns även på två andra platser anknutna till Storstockholms Lokaltrafik: Tunnelbanestationen Fittja samt roslagsbanestationen Täby centrum. Det mest berömda står utanför FN:s högkvarter i New York i USA.

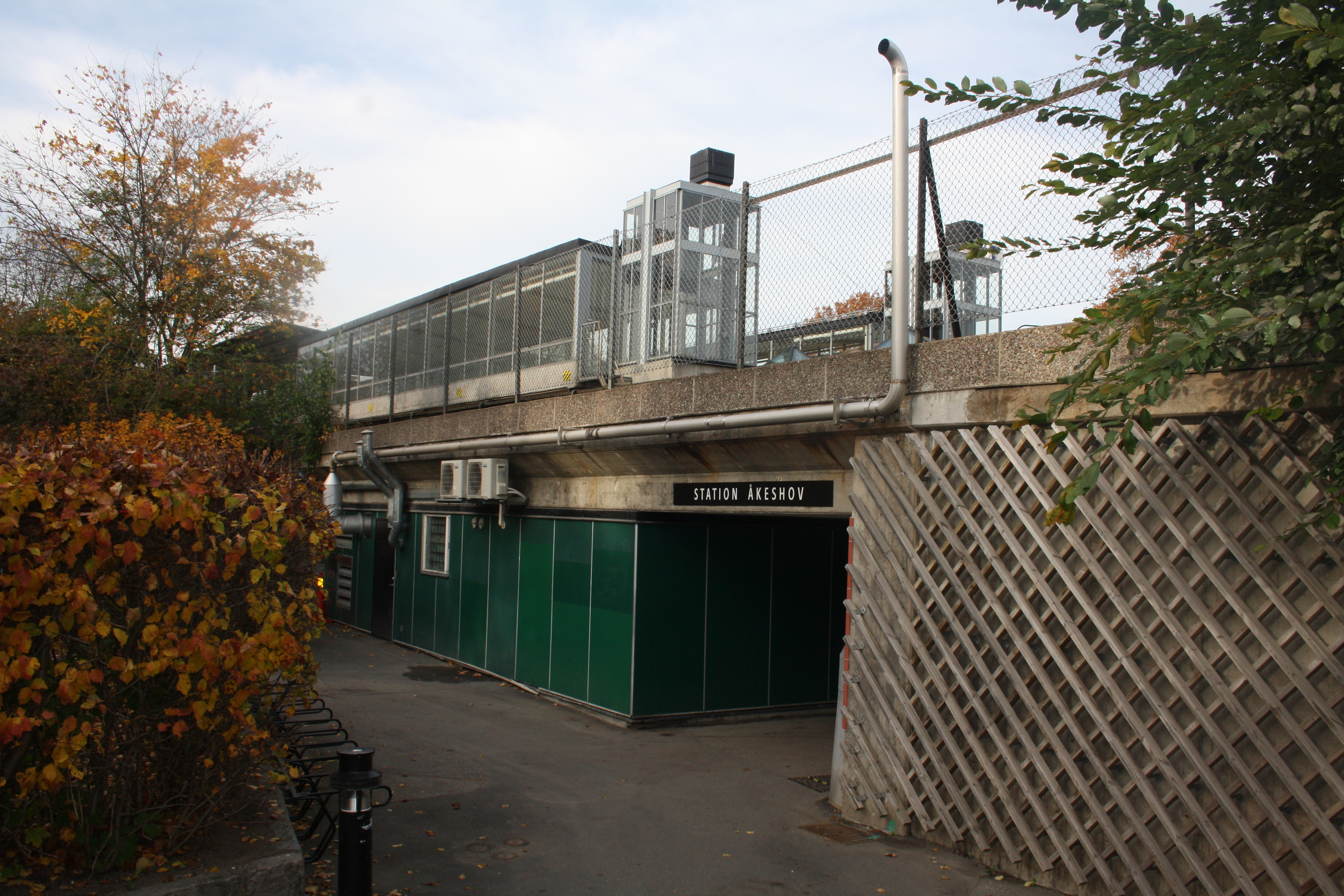
Ingång från Åkeshov slott
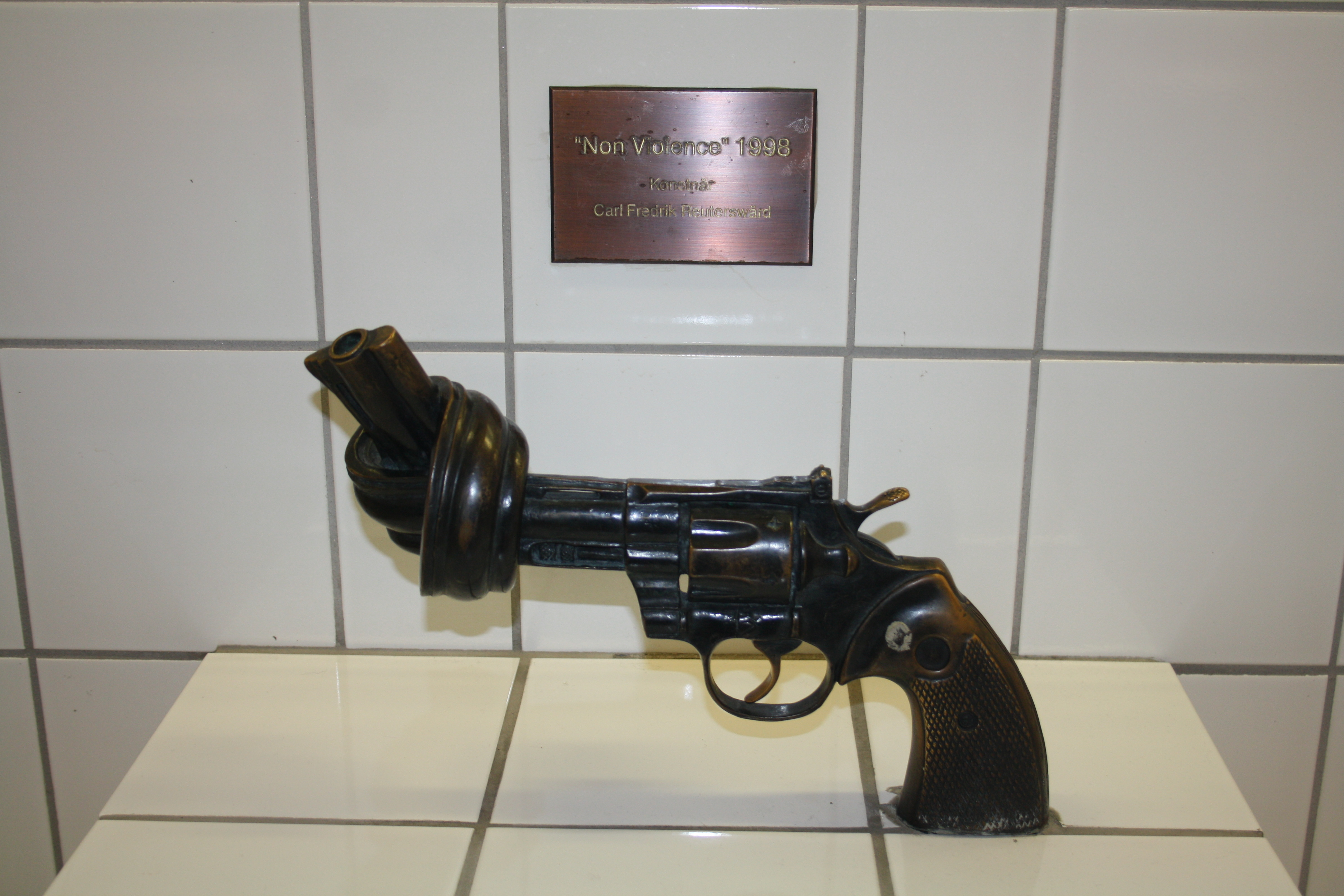
Konstnärlig utsmyckning
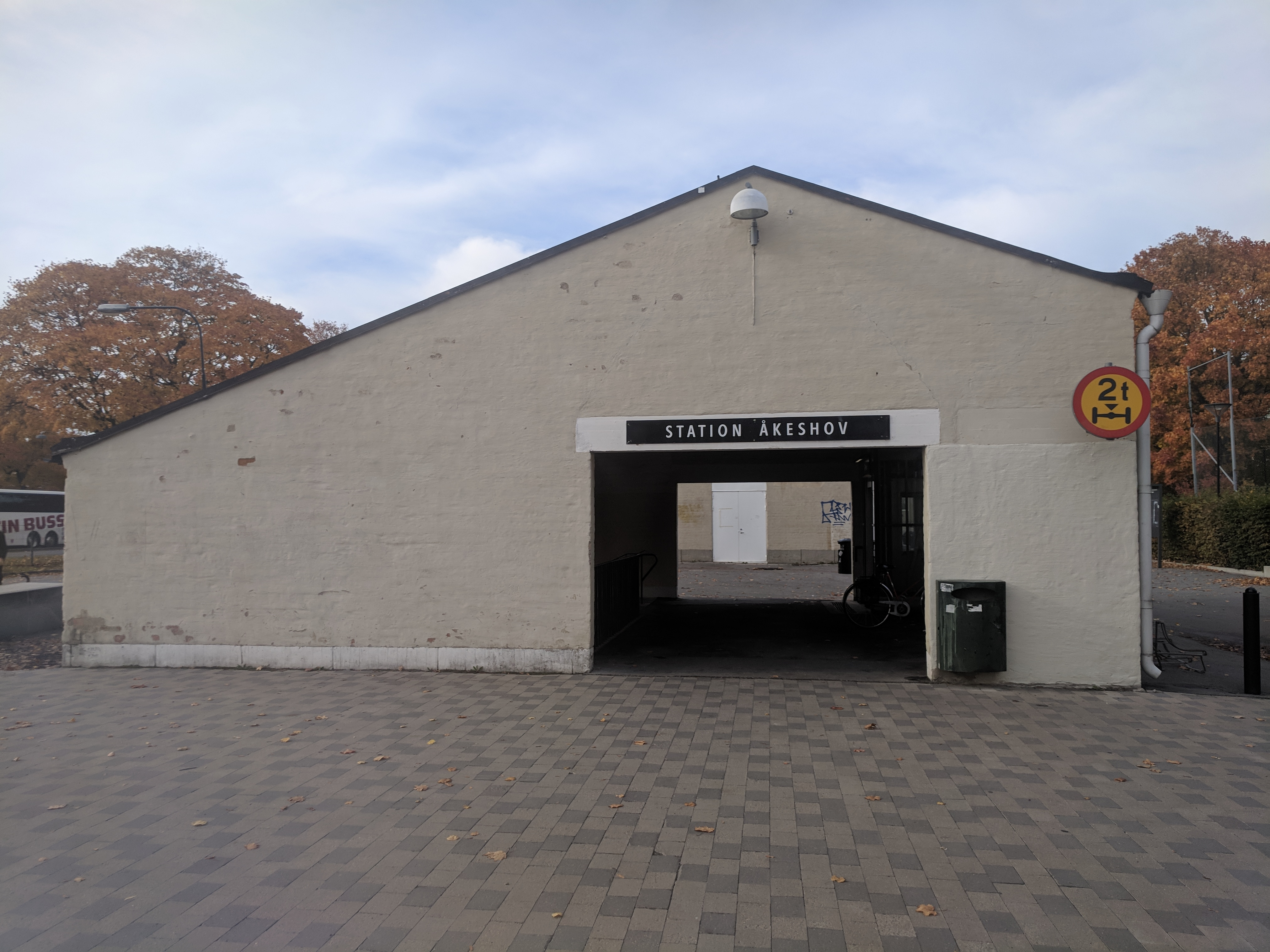
Ingång från Bergslagsvägen
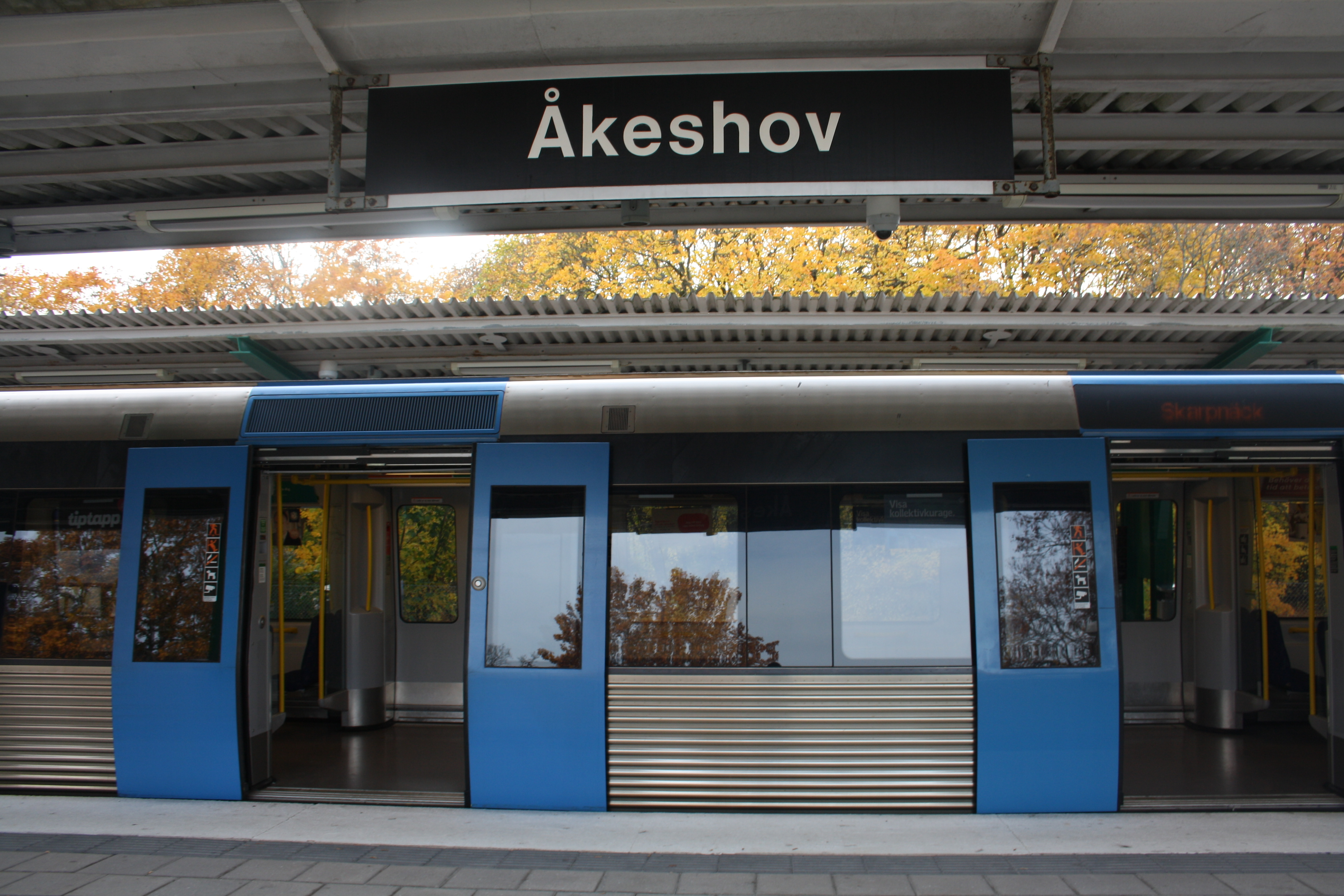
Perrongen